# 干陀利
干陀利，又作干陁利、近陁利、斤陀利、乾陀利。或误作于陁利、于陀利。“千”、“于”、“斤”字均应为干之讹。
干陁利国，在南海洲上，他的风俗与林邑、扶南略同。干陀利故地在今印度尼西亚苏门答腊岛的巨港一带，为该地梵名Kandari的译音。一说在马来半岛，或认为是吉打的泰米尔文Kadaram的译音，或认为指霹雳州的金丹，一说即三佛齐的古称。位于古代东西海上航线上，约公元5世纪中叶至6世纪中叶，就和中国有交通、贸易关系,直到隋朝，由于隋文帝限制奢侈品贸易。南朝宋孝武帝孝建二年（455年）八月，斤陀利国遣使献方物。南梁天监元年（502年）其王瞿昙修跋陁罗遣使朝贡，其子vijayavarman也在公元519年五月遣使。

## 起源
随着淤泥堆积，当地的统治者被迫将港口迁到干托利所在地，随后该地独立，但还是与母国保持良好关系。其最终命运不得而知，可能被末罗瑜或三佛齐吞并也可能发展成为后者

## 延伸阅读
[在维基数据编辑]
 《梁書/卷54》，出自姚思廉《梁書》